# Лазар Туфегджич
Лазар Туфегджич (на сръбски: Лазар Туфегџић) е сръбски футболист, атакуващ полузащитник.

## Кариера
Юноша е на ФК Рибница.
На 8 юни 2022 г. подписва с ЦСКА София.